# Авиньон
Авиньо̀н (на френски: Avignon, на окситански: Avignoun) е град в Югоизточна Франция, регион Прованс-Алпи-Лазурен бряг. Разположен е на левия бряг на река Рона. ЖП възел. Населението на града е 91 283 души, а на градската агломерация около 175 000 души (2007).

## История
Името на града се появява за пръв път ок. 6 век пр.н.е. като има няколко версии за значението му – „град на силния вятър“, „господар на реката“ или блато (от галското mignon). Авиньон достига най-голям разцвет между 1309 и 1377, когато е седалище на католическите папи.

## Спорт
Представителният футболен отбор на града се казва АК Арл-Авиньон. Той представя и съседния град Арл. От сезон 2010 – 2011 играе във френската Лига 1.

## Личности
Родени
- Жан Алези (р. 1964), автомобилен пилот
- Александър Барт (р. 1986), френски футболист
- Пиер Бул (1912 – 1994), писател
- Бернар Кушнер (р. 1939), общественик
- Мирей Матийо (р. 1946), френска певица

Починали
- Джон Стюарт Мил (1806 – 1873), британски философ
- Урбан V, папа
- Йоан XXII, папа
- Инокентий VI, папа

Други личности, свързани с Авиньон
- Франческо Петрарка (1304 – 1374), италиански поет, живял през голяма част от живота си в града

## Побратимени градове
- Вецлар, Германия – 1960 г.
- Гуанахуато, Мексико – 1990 г.
- Диурбел, Сенегал
- Колчестър, Англия – 1972 г.
- Ню Хейвън, САЩ – 1993 г.
- Сиена, Италия – 1981 г.
- Тарагона, Испания – 1968 г.
- Тортоса, Испания
- Уичита, САЩ
- Янина, Гърция – 1984 г.